# Deflexilodes intermedius
Deflexilodes intermedius is een vlokreeftensoort uit de familie van de Oedicerotidae. De wetenschappelijke naam van de soort is voor het eerst geldig gepubliceerd in 1930 door Clarence Raymond Shoemaker.